# Sotto la maschera (film 1939)
Sotto la maschera (Verdacht auf Ursula) è un film del 1939, diretto da Karl Heinz Martin.

## Produzione
Il film, che fu prodotto dalla Bavaria-Filmkunst, venne girato a Praga e nei suoi dintorni dal giugno al luglio 1939.

## Distribuzione
Distribuito dalla Bavaria-Filmkunst Verleih con il visto di censura B.52525 del 21 ottobre 1939 che ne vietava la visione ai minori, il film fu presentato al Tauentzien-Palast di Berlino il 1º novembre 1939.